# NGC 7165
NGC 7165 (другие обозначения — PGC 67788, MCG -3-56-2, IRAS21567-1645) — галактика в созвездии Водолей.
Этот объект входит в число перечисленных в оригинальной редакции «Нового общего каталога».